# كينيث فيشر
كينيث فيشر (بالإنجليزية: Ken Fisher)‏ هو مستشار مالي ومؤلف وصحفي وشخصية أعمال أمريكي، ولد في 29 نوفمبر 1950 في سان فرانسيسكو في الولايات المتحدة.

## وصلات خارجية
- الموقع الرسمي